# Diga-me Porque
Diga-me Porque é o décimo quarto álbum de estúdio da cantora brasileira Shirley Carvalhaes, lançado no ano de 1990 pela gravadora Rocha Eterna.
Posteriormente, foi relançado pela gravadora Glory Records sob o título "Coração Chorando" e também pela gravadora Ebenézer.

## Faixas
1. Maior é Jeová (Jair)
2. Pai, Segura Minha Mão (Abel Felipe)
3. Diga-me Porque (Martin Lutero)
4. Oásis do Amor (Miro França)
5. A Hora (Valdeci Aguiar)
6. Ninguém Vê (Abel Felipe)
7. Herói da Fé (Paulo C. Silva)
8. Resta Pouco Tempo (Paulo C. Silva)
9. Coração Chorando (Mário Fernando)
10. Fogo Santo (Valdeci Aguiar)

## Ficha técnica
- Produção: Shirley Carvalhaes
- Guitarra: Belchior e Onésimo
- Violão: Tuca
- Bandolim: Elcio
- Acordeon: Markinho
- Trumpete: Mattos
- Baixo: Marcelo
- Vocal: Plena Paz
- Arranjos: Don Ney e Tuca
- Teclados: Don Ney
- Participação especial na música "Fogo Santo": Marcos Nascimento
- Foto e Arte: Maurício Studio
- Studio: Don Ney Digital